# Synagoga w Tartu
Synagoga w Tartu – nieistniejąca synagoga, która znajdowała się w Tartu w Estonii. Do czasu zniszczenia była jedną z największych synagog w kraju.
Decyzja o postanowieniu budynku nowej synagogi została podjęta w 1896 roku, gdy stara – ze względu na niewielką powierzchnię – przestała spełniać swoje funkcje użytkowe.
Budowa trwała od 1899 do 1902 roku. W 1903 roku dokonano poświęcenia synagogi. Prace związane z ukształtowaniem wnętrz zakończono po dwóch latach. Charakterystycznym elementem jej wnętrza była bogata w ozdoby menora oraz Aron ha-kodesz.
Podczas II wojny światowej synagoga została całkowicie zniszczona. Po zakończeniu wojny nie została odbudowana.